# Weinburg (Dolna Austria)
Weinburg – gmina w Austrii, w kraju związkowym Dolna Austria, w powiecie St. Pölten-Land. Według Austriackiego Urzędu Statystycznego liczyła 1 311 mieszkańców (1 stycznia 2014).